# 大倉和親

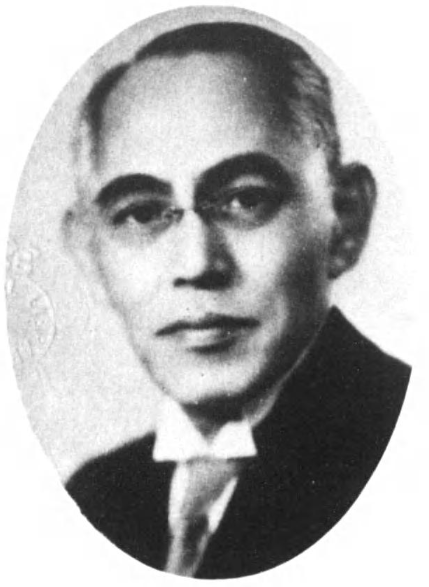
大倉和親

大倉 和親（おおくら かずちか、1875年（明治8年）12月11日 - 1955年（昭和30年）7月1日）は、明治期の実業家。日本陶器（現・ノリタケ）初代社長。東洋陶器（現・TOTO）社長、日本碍子社長、伊奈製陶（後のINAX、現・LIXIL）社長、大倉陶園主のほか、森村組取締役などを務めた。

## 経歴
大倉孫兵衛の長男として東京日本橋に生まれ、1921年に家督を相続する。慶應義塾幼稚舎から進んで、1894年（明治27年）慶應義塾正則本科を卒業し、森村組入社。明治28年渡米しイーストマン商業学校で学んだ後、森村組ニューヨーク店森村ブラザースに入る。欧米滞在9年を経て帰国し、明治37年日本陶器合名会社設立し、代表社員に就任。日本陶器株式会社に移行した大正6年、同社社長に就任したほか、同年に東洋陶器、日本碍子各初代社長となった。大正13年に伊奈製陶を設立し、昭和11年には日本特殊陶業の設立に参画したほか、森村組、森村商事(旧)、日本玩具などの取締役を務めた。
1955年（昭和30年）7月1日に79歳で死去した。

## 親族
- 父・大倉孫兵衛
- 母・なつ（1847年生）- 千葉県・鈴木与四郞の長女。[2]
- 妻・しげ（1883年生）- 明治製糖会長の小川䤡吉の二女。[2][10]
- 長女・美代（1907年生） ‐ 三菱銀行常務・渡辺正雄の妻。子に医師の正道、大倉和親記念財団常務理事・弘雄、三菱電機・武雄（妻は岡崎國臣の孫）。[11]
- 二女・治代（1908年生）
- 三女・鶴江（1909年生）
- 四女・松代（1909年生） ‐ 小原謙太郎の妻
- 長男・幸和（1910年生）
- 五女・亀久代（1914年生) ‐ 吉村成一の妻
- 次男・譲次（1918年生）